# 大灣區航空
大灣區航空（英語：Greater Bay Airlines Limited，簡稱：GBA）是一間以香港為基地的航空公司，成立於2010年5月24日，於2020年7月8日起用現名，並於2022年7月23日啟航，以香港國際機場作為樞紐，提供往返亞太地區短途及中短途航點的航班服務。此外，大灣區航空也是香港唯一有營運波音737的航空公司。
大灣區航空現時為香港第四家航空公司，若把已結束營運的舊香港航空、國泰港龍航空、甘泉香港航空及捷星香港航空計算在內，大灣區航空則為香港第八家航空公司。

## 命名
大灣區航空在2010年原命名為東海航空有限公司，2019年1月17日更名為東海航空（香港）有限公司，2019年12月5日再度更名為香港紫荊航空有限公司，之後於2020年7月8日時變更為大灣區航空有限公司。東海航空創辦人黃楚標表示，更名為「大灣區航空」是要在粵港澳大灣區這個國家發展戰略中作出貢獻。

## 歷史

### 創立
2020年7月，大灣區航空向香港民航處申請「航空營運人許可證」。同年10月，大灣區航空董事局主席黃楚標期望航司最快於2021年第一至第二季啟航，屆時機隊將以5架波音737客機營運。
2021年1月22日，香港政府刊憲，空運牌照局公布，大灣區航空申請經營來往香港104條航線，包括來往中國內地的48條航線，其餘則為日本，南韓及泰國等東南亞航線。同月1月29日，大灣區航空時任行政總裁丘應樺表示，如果營運許可和牌照等獲批，預計可於八月下旬正式首航；如疫情仍然嚴重，則可能會改為先以貨運服務為主開始。2月初，大灣區航空的航線申請並沒有在政府刊憲後14天內受到其他航空公司反對，只收到申訴。而3月初大灣區航空董事許漢忠接受電台訪問時，表示受新冠肺炎疫情影響，運送及改裝飛機等工序，已較預期遲2個月，期望今年第三季可完成所有申請，並在年底前有3架飛機可投入服務。
2021年8月8日，大灣區航空董事許漢忠表示，相信航司可於9月17日獲發營運牌照，並計畫於10月1日以私人包機形式首航北京，以象徵該公司計劃營運往來北京及國際的定期航班。同月8月14日，大灣區航空計畫在2021年第四季開辦新加坡、曼谷及布吉航線，但仍需等待航權批核。

### 啟航
2021年9月6日，大灣區航空的首架飛機（註冊編號：B-KJA）在德國時間早上9時17分（香港時間下午3時17分）由德國漢堡起飛，並在哈薩克時間晚上6時14分（香港時間晚上8時14分）到達哈薩克斯坦努爾蘇丹。翌日，大灣區航空註冊編號B-KJA客機在哈薩克時間早上7時14分（香港時間早上9時14分）由哈薩克斯坦努爾蘇丹起飛，並於香港時間下午3時19分抵達香港。8日，由於國泰航空對大灣區航空的牌照提出申述，空運牌照局將排期於2021年12月下旬展開閉門聆訊，屆時國泰航空和香港航空將派代表出席。此外，國泰航空亦要求提供28日時間準備聆訊，而空運牌照局會於聆訊後才作牌照審批決定，因而令大灣區航空於2021年內首航無望。9月11日，大灣區航空行政總裁丘應樺表示，由於空運牌照局的聆訊，預計大灣區航空將延後至2022年第一季首航。丘應樺指出，航空公司現時每架客機每月的租賃支出超過港幣一百萬元，再加上之後會有更多客機運抵香港，以及員工的薪酬開支，將加大航空公司的財政壓力；但丘應樺同時強調，大灣區航空目前財政穩健。同年10月8日，大灣區航空正式獲民航處批准「航空營運人許可證」。
2021年11月22日，大灣區航空行政總裁丘應樺指出，由於受2019冠狀病毒病疫情影響，他預料航空公司啟航日期要由明年首季，延遲至明年第二季前。而延遲啟航亦令航空公司財政壓力增加，唯目前並無需要額外籌集資金。航線方面，由於目前新加坡和泰國的檢疫政策較為寬鬆，首階段飛往兩地的機會較大；中國內地航線方面，北京和上海將會是首要航點。丘應樺又表示，在短期客運量未回升的情況下，航空公司宜多做貨運服務。同月11月29日，大灣區航空以貨運包機方式進行首次商業貨運航班，由香港出發並當天來回曼谷，其航班編號為HB8660及HB8661。
2022年2月21日，大灣區航空獲空運牌照局發出牌照。同年8月，中國民航局向大灣區航空批出往來北京、上海浦東、杭州、成都及武漢，合共5條航線的客運及貨運經營許可；並要求航司做好開航前的各項準備，包括具體航路及起降時間等，經當局審批後便可以運行相關航線。

### 持續擴張
2024年3月，大灣區航空成為國際航空運輸協會航空公司會員。在加入協會後，航司將可與其他航空公司會員在轉乘航班及聯營航班等不同領域展開雙邊合作。
2024年第四季度，大灣區航空拓展國際和中國內地航線，分別開辦米子、德島及仙台三個日本航點和舟山、黄山及宜昌三個中國內地航點。
2025年1月至3月，大灣區航空宣布受到新飛機付運出現延誤等因素，需要取消128班航班，主要涉及前往日本或韓國的航班。
2025年4-5月，大灣區航空進一步拓展中國內地航線，分別開辦桂林、張家界和大同三個航點。
2025年7月，大灣區航空宣布德島航線、米子航線將於9月停運，并於12月17日由札幌定期航班服務代替，每星期提供6班來往香港與札幌新千歲機場的航班。部分人士指此舉可能是受到關於近期日本將會發生地震的預言影響。

## 公司架構

### 主要股東
截至2020年8月10日，主要股東持有大灣區航空公司股份比例如下：
- 東海聯合（集團）有限公司（100%）
  - 黃楚標（80%）
  - 黎慧群（15%）
  - 李治民（5%）

### 董事會成員
2020年12月10日登記董事會成員為前國泰港龍航空行政總裁丘應樺、創辦人黃楚標、黃楚標妻子黎慧群、黃楚標大舅李治民。2021年1月12日增加順豐控股創辦人王衛、香港行政會議成員李國章、前香港保安局局長李少光、香港立法會主席梁君彥及前香港機場管理局行政總裁許漢忠。合計9位董事。
2021年8月18日，順豐控股董事長王衛辭去大灣區航空董事，距其加入該公司不足九個月。
2022年6月27日，丘應樺因應獲中国國務院委任為第五任香港商務及經濟發展局局長，辭去大灣區航空所有職務。
2022年8月14日早上，由於大灣區航空董事會成員之一的前香港保安局局長李少光在沙田寓所睡夢中離世，董事會僅剩下6名成員。
2025年6月，無線電視總經理曾志偉獲委任為為董事會成員。

### 歷年行政總裁
- 丘應樺（2021年-2022年5月31日）
- 許漢忠（2022年6月1日-2024年3月31日）
- 吳秀蘭（2024年4月1日至2025年6月）[54]
- 侯偉（2025年6月至今）

## 機隊
2021年8月2日，大灣區航空於廣州白雲機場接收首架飛機（臨時航空器登記號碼：D-AAGB），及後於德國漢堡進行為期數週的飛行測試後，於9月6日由漢堡機場起飛，途經哈薩克斯坦首都阿斯塔納，並於9月7日順利飛抵香港（飛機註冊號碼：B-KJA）。
2022年1月中旬，大灣區航空考慮訂購30架波音737 MAX 10或空中巴士A321neo作日後機隊擴充之用，預料金額達17.7億美元，唯訂購數量則視香港疫情發展再作決定。2023年2月，大灣區航空向美國波音公司訂購15架波音737 MAX 9客機，並計劃於2024年中開始接受部分飛機。同時協議中包括不少於5架波音787客機的購買意向，配合開拓國際長途航線的中長期規劃。
2024年9月，大灣區航空透露將於2025年第三季接收兩架波音737-9客機，屆時機隊規模將擴展至9架。

### 現役機隊

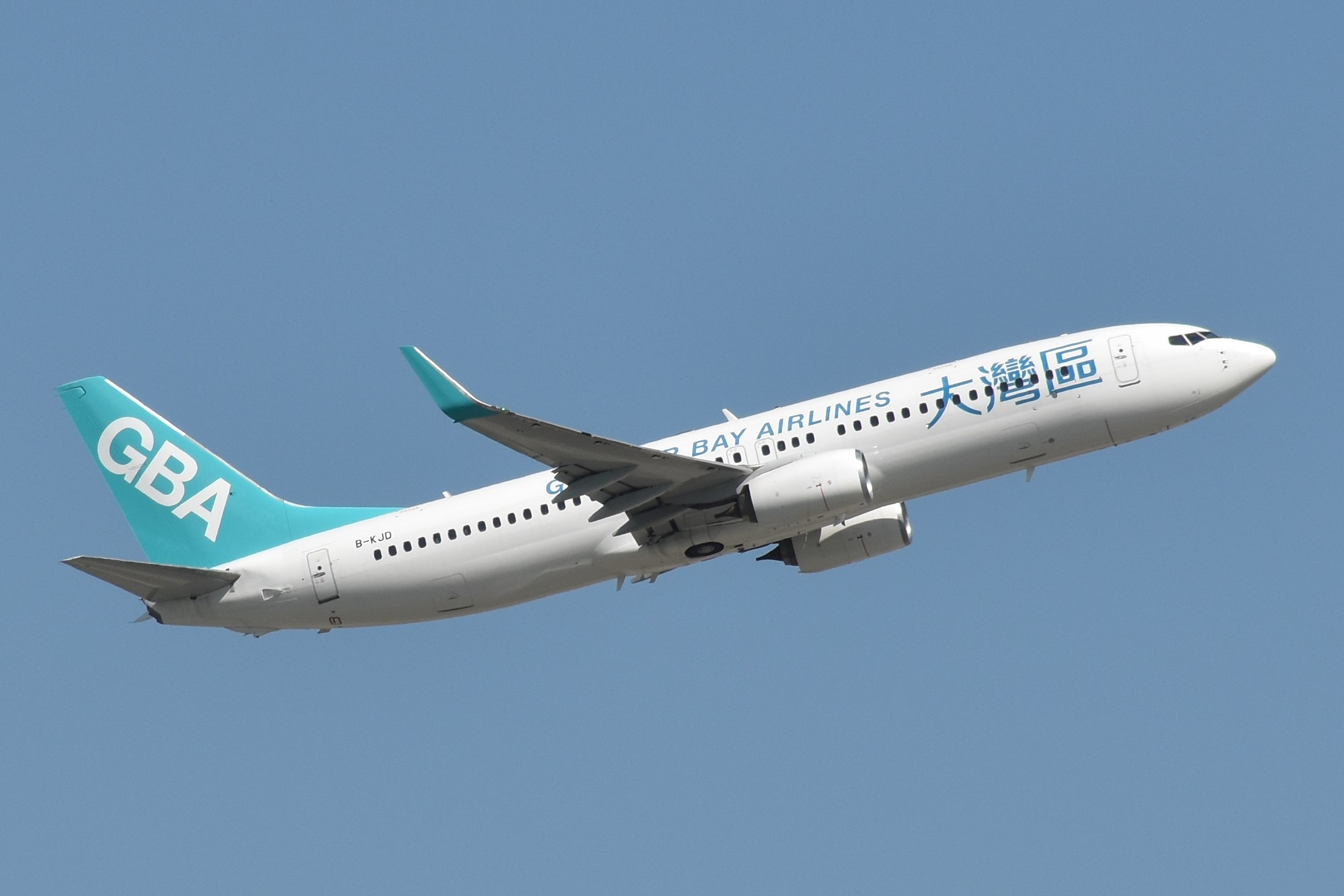
波音737-800

大灣區航空現時全數以波音737-800作為機型，均為租賃機材；截至2025年8月，大灣區航空機隊平均機齡為9.4年。

### 機隊編號
| 機型                     | 編號  | 投運年月              | 機齡   | 服役歷史                                                         | 飛機擁有方                 |
| ------------------------ | ----- | --------------------- | ------ | ---------------------------------------------------------------- | -------------------------- |
| 波音737-800（7架）       | B-KJA | 2021年9月             | 7.6年  | 挪威國際航空（2017-2021）                                        | 租借自中國工銀租賃         |
| 波音737-800（7架）       | B-KJB | 2022年3月             | 7.4年  | 挪威國際航空（2017-2020）                                        | 租借自中國工銀租賃         |
| 波音737-800（7架）       | B-KJC | 2022年8月             | 7.4年  | 挪威國際航空（2017-2018；2019-2020） 阿根廷挪威航空（2018-2019） | 租借自中國工銀租賃         |
| 波音737-800（7架）       | B-KJD | 2023年7月             | 10.4年 | 中華航空（2014-2022）                                            | 租借自三井住友銀行航空資本 |
| 波音737-800（7架）       | B-KJE | 2023年12月            | 9.2年  | 東海航空（2015-2023）                                            | 租借自AVIC航空工業租賃     |
| 波音737-800（7架）       | B-KJF | 2024年1月             | 9年    | 東海航空（2015-2023）                                            | 租借自AVIC航空工業租賃     |
| 波音737-800（7架）       | B-KJH | 2024年3月             | 8.8年  | 東海航空（2015-2024）                                            |                            |
| 波音737 MAX9（尚未接收） | B-KWA | 2025年11月 （計畫中） | 0年    |                                                                  |                            |

### 特別塗裝
- 大灣區號（B-KJD）：機身印上「發揮香港優勢 建設一流灣區」宣傳圖案[74]

### 退役機隊
| 機型               | 編號  | 服役期              | 服役歷史              |
| ------------------ | ----- | ------------------- | --------------------- |
| 波音737-800（1架） | B-KJG | 2024年2月-2025年6月 | 東海航空（2015-2024） |

## 航點

### 客運航點
| 國家或地區 | 目的地 |
| ---------- | --- |
| 中国大陆   | 舟山、黃山、宜昌、张家界、桂林、大同、泉州、徐州 季節性：武漢、恩施 包機：重慶、哈爾濱                                                |
| 臺灣       | 台北-桃園 |
| 日本       | 東京-成田、大阪-關西、米子（2025年9月1日停辦）、德島（2025年9月1日停辦）、仙台、札幌-新千歲（2025年12月17日開辦） 季節性：札幌-新千歲 |
|            | 季節性：首爾-仁川 |
| 泰國       | 曼谷-蘇凡納布 |
| 菲律賓     | 馬尼拉 |
| 越南       | 富國島（2025年10月27日開辦） |
| 马来西亚   | 包機：蘭卡威 |
| 帛琉       | 季節性：帛琉 |

### 代碼共享
- 漢恩航空（Hahn Air）[77]
- APG航空（APG Airlines）[78]

### 航點歷史
2021年
- 11月29日，開辦不定期貨運包機往來香港及曼谷，為大灣區航空的首次商業貨運飛航，以波音737-800客機作貨運航班營運。

2022年
- 7月23日，開辦每週兩班往來香港至曼谷的客運服務，航班號為HB660/661及HB662/663，以波音737-800營運，為大灣區航空定期客運航線的首航航班。
- 10月4日，往來香港至曼谷航線加密至每週三班。
- 10月21日，加密往來香港至曼谷航線至每週五班。
- 10月30日，加密往來香港至曼谷航線至每天一班，並更改航班號為HB681/682及HB683/684。
- 12月1日，開辦每週五班往來香港至台北的客運服務，航班號為HB502/504及HB503/505，以波音737-800營運。

2023年
- 1月12日，開辦每天一班往來香港至東京／成田的客運服務，航班號為HB530及HB531，以波音737-800營運。
- 1月17日，開辦每週三班往來香港至首爾／仁川的客運服務，航班號為HB520及HB521，以波音737-800營運。
- 3月1日，加密往來香港至台北航線至每天一班。
- 4月24日，加密往來香港至首爾／仁川航線至每週四班。
- 4月28日，開辦每週三班往來香港至大阪／關西的客運服務，航班號為HB540及HB541，以波音737-800營運。
- 7月5日，加密往來香港至台北航線至每週九班。
- 7月18日，開辦每週兩班往來香港至胡志明市的客運服務，航班號為HB661及HB662，以波音737-800營運。
- 9月1日，加密往來香港至首爾／仁川航線至每天一班。
- 9月4日，加密往來香港至大阪／關西航線至每週五班。
- 9月28日，加密往來香港至大阪／關西航線至每天一班。
- 10月29日，加密往來香港至台北航線至每天兩班，並更改航班號為HB702/704及HB703/705；更改往來香港至曼谷的航班號為HB283及HB284；更改往來香港至東京／成田的航班號為HB320及HB321；更改往來香港至大阪／關西的航班號為HB340及HB341；更改往來香港至首爾／仁川的航班號為HB760及HB761；更改往來香港至胡志明市的航班號為HB261及HB262。
- 11月8日，開辦每週五班往來香港至馬尼拉的客運服務，航班號為HB231及HB232，以波音737-800營運。
- 12月1日，加密往來香港至台北航線至每週十六班。

2024年
- 1月，加密往來香港至東京／成田航線至每天兩班。
- 1月下旬，加密往來香港至胡志明市航線至每週四班。
- 2月，加密往來香港至大阪／關西及曼谷航線至每天兩班。
- 2月22日起，停辦來往香港和胡志明市的客運服務。[80]
- 4月26日起，開辦每週7班來往香港和新加坡的客運服務，航班號為HB257/HB258[81]，航點於同年6月1日起停辦。[82]
- 7月12日起，開辦每週5班來往香港和海口的客運服務，航班號為HB541/HB542[83]，及後於同年10月3日起停辦。
- 10月27日、11月16日及12月7日分別開辦米子、德島及仙台航線。
- 11月7日、12月4日及17日，分別開辦舟山、黃山和宜昌航線。[84][85]

2025年
- 1月28至2月6日間開辦來往香港和武漢每日一班的季節性航班。
- 2月21日起，加密往來香港和東京/成田的航班至每日三班。[86]
- 3月6-29日、5月7至10月25日暫停營運首爾/仁川航線，首爾改為季節性航點。
- 4月15日和5月20日分別開辦張家界、桂林和大同三條中國內地航線。[87]
- 6月20日、7月4日和7月16日分別開辦恩施、帕勞和富國島三條季節性航線。
- 7月25日、8月8日分辨開辦泉州和徐州兩條中國內地航線。
- 9月1日起停辦米子、德島航點；12月17日札幌航線改為定期航點。

## 口號
- 2020-2023年：騰飛中國夢（Hong Kong is our home）
- 2023年至今：與你飛躍 遊歷新旅程（Flying high with Hong Kong）

## 服務
大灣區航空現時定位為一家「價值型航空公司」，定位介乎低成本與傳統航空公司之間。所有在官方網站銷售的機票均包含行李限額。每位乘客在航班上都會獲敬贈瓶裝水一支，唯需要自行購買或提前於網上預訂機上餐飲。客艙僅設經濟艙服務，椅背不會設有機上娛樂系統，乘客需要自備機上娛樂；亦在飛機餐、飲料、酒店和各種配套上提供更多元化的選擇，以便根據客人各自的需要提供更個人化服務，例如：在餐飲上提供更靈活的配套，訂購機上餐酒或其他食品。
新加坡航空氣流導致飛機顛簸事故發生後，為保障旅客安全，大灣區航空要求乘客從5月30日起即使在安全帶提示燈號關掉時也須全程扣上安全帶，機艙服務員若發現無扣會主動提醒，航司強調，要求佩戴安全帶強調非強制要求，只為加強乘客安全意識和保護乘客。
時任大灣區航空行政總裁許漢忠在2023年初表示，公司正研究於未來加入機隊的新款客機中加入「超級經濟艙」及「商務艙」，強調大灣區航空並非「廉價航空公司」。

### 網上預辦登機手續
乘客可於航班起飛時間前24小時至90分鐘辦理網上預辦登機手續。如需辦理行李託運，乘客需在值機櫃台關閉前至少20分鐘到達機場值機櫃台。如無需辦理行李託運，乘客則可在航班起飛前至少30分鐘到達登機口辦登機手續。

### 航班登記服務
大灣區航空在香港國際機場辦理航班登記手續的櫃檯設於一號客運大樓D行段，櫃檯會於航班起飛前60分鐘停止服務。大灣區航空現暫時沒有提供機場快綫香港站及九龍站的市區預辦登機服務。

### 客戶服務
2023年12月，大灣區航空在高鐵西九龍站設置首間客戶服務中心，為香港及內地乘客提供多項服務，包括大灣區航空及母公司東海航空的機票預訂、票務服務、紀念品銷售，以及處理查詢等。服務中心設於高鐵香港西九龍站B2層WEK B2-4號舖，服務時間為星期一至日上午9時至下午6時。

### 票價與附加服務
大灣區航空的票價分為三種等級，便宜至昂貴分別為「好想飛」、「鐘意飛」及「自在飛」。所有等級的機票在成功購票後，均不能退票或更改航點。
2024年11月8日，大灣區航空宣布調整票價等級，即日起全線票價將包括一件20公斤託運行李及7公斤手提行李。
| 服務/票價            | 好想飛               | 鐘意飛               | 自在飛                     |
| -------------------- | -------------------- | -------------------- | -------------------------- |
| 手提行李             | 7公斤（1件）         | 7公斤（1件）         | 7公斤（1件）               |
| 托運行李             | 20公斤（1件）        | 20公斤（1件）        | 20公斤（1件）              |
| 預選座位             | 一次免費選購中間位置 | 一次免費選購中間位置 | 一次免費選購前排或標準位置 |
| 更改（韓國航線除外） | 不允許               | 港幣$600             | 無限次                     |
| 更改（韓國航線）     | 韓元60,000           | 韓元30,000           | 無限次                     |

### 行李費用
大灣區航空會就超額行李（包括託運行李及手提行李）收取相應的超額行李費。截至2022年7月，託運行李超出限定件數或重量，航空公司會收取每件行李港幣780元超額行李費。至於超過限定大小的託運行李及超額手提行李，其收費則為每件行李港幣240元。購票後，乘客其後亦可於官方網站或手機應用程式提前加購寄倉行李，費用為港幣300元20公斤，以免到達櫃台辦理登機時被收取超額行李費。

### 餐膳服務
開航初期，大灣區航空不提供免費餐膳服務，乘客亦不能在機艙內進食外來食物及飲料。大灣區航空不時會派發熱餐飽（或者小食）和支裝礦泉水以慶祝初航階段（但並非恆常性免費服務），現時大灣區航空會為每位乘客提供一支免費支裝礦泉水。乘客現可於機上購買免稅商品及購買飲品和小吃等，亦可於官方網站預訂機上餐食。
2025年7月31日起，大灣區航空宣布將為所有乘客免費提供機上輕食，包括一份美味酥點及 Chairman’s Pick 精選飲品。乘客亦可按自己需要及喜好，在出發前預訂餐膳或在機上購買各式餐點、零食及飲品。

### 合作夥伴
大灣區航空與下列公司簽署合作協議
| 公司名稱                             | 服務                             | 簽署/實施日期  |
| ------------------------------------ | -------------------------------- | -------------- |
| 中航明捷航空服务有限公司             | 香港機場地勤服務                 | 2021年10月上旬 |
| 中國飛機服務有限公司                 | 機隊地勤服務                     | 2021年10月28日 |
| 香港空運貨站公司                     | 香港機場貨運服務代理             | 2021年11月3日  |
| 德國漢莎航空膳食服務（香港）有限公司 | 航空膳食服務供應商               | 2021年11月9日  |
| Amadeus                              | 全球分銷系統服務                 | 2022年1月6日   |
| 珠江客運                             | 大灣區城市「經港飛」高速渡輪服務 | 2024年7月30日  |
| Yuu會員                              | 飛行兌換計劃                     | 2024年12月6日  |

## 事故
- 2024年3月31日，一班由大阪返港的波音737-800客機（航班編號HB341，飛機編號B-KJA）駕駛艙玻璃疑出現裂痕，機長根據飛行安全指引，繼續航程前往香港，並通知機場管理局及相關部門。最後飛機安全著陸，事故無造成傷亡。[101][102]對此，有工程專家指，飛機玻璃並非家用玻璃，實際上是一些類似樹脂膠，至少有三層的物體，就算稍為有裂痕對飛行安全並無威脅。[103]

## 爭議

### 2025年1-3月停飛逾百班航班
由於大灣區航空新訂購之737 MAX9客機付運出現延誤，加上機隊個別客機已到期進行定期檢查，因此影響整體航班編排，2025年1-3月128班航班被整合或取消，涉及約5500名旅客，以日本米子、德島和韓國首爾為最「重災」。對此，運輸及物流局局長陳美寶對事件表達「高度關注」，並表示當局會約見大灣區航空公司代表了解最新情況，要求他們提交報告。2025年1月22日，大灣區航空行政總裁吳秀蘭回應，承認公司在通知旅客及航班編排上有疏漏及不理想，向受影響乘客致歉，並會主動聯絡受影響乘客安排更改航班、退款甚至轉至其他航空公司航班，甚至會按乘客個別情況作處理或賠償。
2025年2月12日，運輸及物流局公布大灣區航空提交的報告，指出航班編排失誤主要成因是內部缺乏溝通以及客戶服務運作未能作出配合，和客機運抵延誤無直接關聯。大灣區航空在報告表示，航司於2024年12月商增聘務及規劃管理團隊，專門負責管理及執行飛機資源調配，唯獨新聘管理團隊未有遵照公司就航班取消決策的相關要求及流程，內部溝通不足，該管理團隊亦已離職。同時，大灣區航空已續聘香港電訊為服務供應商，以鞏固客戶查詢的應對能力；任何航班取消亦均須經管理層檢視後授權方可執行。

### 2025年5-10月降低日本航點運力
2025年4月，受到日本「南海海槽大地震」傳言影響，港人赴日旅遊意欲大減，有旅遊平台顯示大灣區航空已取消2025年5月至10月東京及大阪逾百班航班，其中東京取消39對航班，大阪取消65對航班。對此，大灣區航空回應指，已為受影響乘客作出票務安排，期望盡量減輕影響；並強調有關安排屬業界因應市場變化的做法，航司對失實報道將保留法律追究之權利。

## 外部連結
- 大灣區航空網站 （页面存档备份，存于）
- 大灣區航空的Facebook專頁
- 大灣區航空的Instagram帳戶
- 大灣區航空的LinkedIn帳戶（页面存档备份，存于）